# Extended file system
L'Extended File System (ext) fu creato ad aprile 1992 come primo file system creato appositamente per il kernel Linux. Sebbene l'EXT non sia un nome di file system specifico, è stato sostituito da EXT2, EXT3 ed EXT 4. Ha una struttura di metadati ispirata ai principi tradizionali del file system Unix ed è stato progettato da Rémy Card per superare alcune limitazioni del file system MINIX. È stato il primo file system a utilizzare il File system virtuale (VFS), per il quale è stato aggiunto il supporto del kernel Linux nella versione 0.96c, e poteva gestire file system fino a 2 gigabyte (GB) di dimensione.
EXT fu il primo della serie di file system estesi. Nel 1993, fu sostituito sia da ext2 che da Xiafs, entrambi in competizione per un certo periodo, ma EXT2 vinse grazie alla sua praticità a lungo termine: EXT2 risolse i problemi con EXT, come l'immutabilità degli inode e la frammentazione.

## Successori
- EXT2
- EXT3
- EXT4